# Comrade John
Comrade John è un film muto del 1915 diretto da Bertram Bracken.

## Trama
L'architetto John Chance, in visita a Parigi durante il Carnevale, salva una ragazza, Cynthia Grey, dall'aggressione di alcune maschere. La giovane torna così in patria, imbarcandosi su un piroscafo dove incontra Stein, leader di una setta religiosa, che ha commissionato proprio a Chance la costruzione di Dream City, una città ideale. Cynthia, piena di fervore religioso, viene affascinata dalle idee di Stein e diventa una sua fedele seguace. L'uomo, dal canto suo, pensa che la bellezza della ragazza gli sarà utile per attirare nuovi adepti.
Ritrovato Chance, che sta costruendo la città, Cynthia si rende conto di essersene innamorata. Ma deve sfuggire alle avances di Stein che, pur essendo sposato, tenta di sedurla. L'architetto, allora, rivela le malversazioni del "profeta" e i suoi seguaci, che tra loro si chiamano "compagni", bruciano la città. Cynthia viene salvata da Chance, mentre Stein perisce nel fuoco, cercando di fuggire con il denaro malamente guadagnato.

## Produzione
Il film fu prodotto dalla Balboa Amusement Producing Company.

## Distribuzione
Distribuito dalla Pathé Exchange, il film uscì nelle sale cinematografiche statunitensi il 29 ottobre 1915.